# Елизаветинка (Называевский район)
Елизаве́тинка — деревня в Называевском районе Омской области. Входит в состав Большепесчанского сельского поселения.

## История
Основана в 1895 году. В 1928 году посёлок Елизаветинский состоял из 101 хозяйства, основное население — русские. В административном отношении находился в составе Больше-Песчанского сельсовета Называевского района Омского округа Сибирского края.

## Население
| 1926 | 2002 | 2010 |
| ---- | ---- | ---- |
| 586  | ↘83  | ↘39  |

## Улицы
В деревне имеется одна улица — Центральная.